# Quorn (Australia)
Quorn – miejscowość w Australii Południowej położona 39 km na północny wschód od Port Augusta.  Populacja około 1000 osób.
Miasto stanowi bazę turystyczną dla osób podróżujących do Gór Flindersa.